# Distrikt Quillo
Der Distrikt Quillo liegt im nördlichen Westen der Provinz Yungay in der Region Ancash in West-Peru. Der am 2. Januar 1857 gegründete Distrikt hat eine Fläche von 373,83 km². Beim Zensus 2017 lebten 11.629 Einwohner im Distrikt Yungay. Im Jahr 1993 lag die Einwohnerzahl bei 9619, im Jahr 2007 bei 12.080. Verwaltungssitz ist die auf einer Höhe von 1252 m gelegene Ortschaft Quillo mit 683 Einwohnern (Stand 2017).

## Geographische Lage
Der Distrikt Quillo liegt im Westen der Provinz Yungay. Er besitzt eine Längsausdehnung in WSW-ONO-Richtung von 28,5 km. Der Distrikt liegt in der Cordillera Negra westlich der Wasserscheide. Er umfasst das obere Einzugsgebiet des Río Sechín sowie im Südwesten das obere Einzugsgebiet der Quebrada Caqui, eines Zuflusses des Río Casma.
Der Distrikt Quillo grenzt im Norden an den Distrikt Pamparomás (Provinz Huaylas), im Nordosten an den Distrikt Pueblo Libre (ebenfalls Provinz Huaylas), im Osten und Südosten an den Distrikt Cascapara, im Süden an den Distrikt Yaután, im Westen an den Distrikt Buenavista Alta (die letzten beiden in der Provinz Casma) sowie im Nordwesten an den Distrikt Moro (Provinz Santa).